# Boris Ejdelman
Boris Lwowicz Ejdelman (ros. Борис Львович Эйдельман, ur. 11 lutego 1867 w Stryżawce, zm. 2 sierpnia 1939 w Moskwie) – działacz rosyjskiego ruchu rewolucyjnego.

## Życiorys
W 1890 podjął studia medyczne na Wydziale Medycznym Uniwersytetu Świętego Włodzimierza w Kijowie, w 1896 był jednym z organizatorów grupy "Sprawa Robotnicza", a w 1897 kijowskiego Związku Walki o Wyzwolenie Klasy Robotniczej. W 1898 wstąpił do nowo powstałej SDPRR (uczestniczył w I zjeździe tej partii) i od 15 do 20 marca 1898 był członkiem jej KC, 20 marca 1898 został aresztowany i w 1900 skazany na 8 lat zesłania na Syberię, skąd w 1903 został zwolniony. W 1905 został aresztowany i zwolniony, potem odszedł od działalności politycznej, 1907-1910 kontynuował studia medyczne w Kijowie, a po rewolucji październikowej pracował w Ludowym Komisariacie Pracy RFSRR i 1919-1925 jako wykładowca w Szkole Wojskowej im. WCIK. W 1925 przeszedł na emeryturę. Jego prochy złożono w kolumbarium Cmentarza Nowodziewiczego.